# Jacques Rossi (acteur)
Jacques Rossi est un auteur et metteur en scène québécois

## Biographie
Après avoir terminé ses études à l'École nationale de théâtre, il obtient son certificat à la Méthode Feldenkrais MD, une technique qu'il utilisera souvent dans l'art du mouvement scénique. Il commence sa carrière en tant qu'acteur, avant de se diriger vers la mise en scène. 
Il compte à son actif une quarantaine de rôles au théâtre ainsi qu'un peu moins de quatre-vingts mises en scène. Il a enseigné dans la majorité des écoles de théâtre du Québec et est présentement professeur à l’école de théâtre du Cégep de Saint-Hyacinthe. Pour l'honorer de tout son travail, il a reçu l'immense privilège de faire partie du Dictionnaire des artistes du théâtre québécois lors de sa première édition en 2008.

## Mises en scène
- Des Orphelins de Lyle Kessler
- La nuit des p'tits couteaux de Suzanne Aubry
- La Mandragore de Jean-Pierre Ronfard
- Arrêter le mensonge de Sam Shepard
- L'Amant de Harold Pinter
- Douze hommes en colère de Reginald Rose
- Les leçons de Maria Callas de Terrence McNally
- Le génie du crime de George F. Walker
- Le jeu de l'amour et du hasard de Marivaux
- Visite à M. Green de Jeff Baron
- Les bonnes de Jean Genet
- Le sang de Sergi Belbel
- Une dangereuse obsession de Nigel J. Crisp
- Florence et Un simple soldat de Marcel Dubé
- Les Jumeaux vénitiens de Carlo Goldoni